# Centistes splendidus
Centistes splendidus är en stekelart som beskrevs av Papp 1992. Centistes splendidus ingår i släktet Centistes och familjen bracksteklar. Inga underarter finns listade.